# Lampetis viridans
Lampetis viridans es una especie de escarabajo del género Lampetis, familia Buprestidae. Fue descrita científicamente por Kerremans en 1893.